# Matomo (Mali)
Matomo is een gemeente (commune) in de regio Ségou in Mali. De gemeente telt 15.000 inwoners (2009).
De gemeente bestaat uit de volgende plaatsen:
- Digama
- Gninè
- Hamady-Aly-Wéré
- Kermetogo
- Konota
- Kotoumou
- Koui
- Koulétina
- Matomo-Bambara
- Matomo-Marka
- Ouana
- Ouéla
- Soumana
- Toye
- Troh